# Jazz Middelheim
Jazz Middelheim is een jaarlijks jazzfestival, dat elk jaar plaatsvindt in Park Den Brandt in Antwerpen. Er worden ook concerten en jamsessies gehouden in culturele centra als DeSingel. De oorspronkelijke locatie was het park Middelheim in Antwerpen, waar het festival zijn naam aan ontleent. Het festival, waarop alle jazzstromingen aan bod komen, heeft een internationale reputatie verworven. Het richt zich niet alleen tot de echte jazzliefhebbers, maar profileert zich ook als een breed cultureel familiefeest met een gemoedelijke sfeer.
Het festival werd in 1969 opgericht door onder meer Elias Gistelinck (1935-2005), producer en productieleider die de jazzsectie van de toenmalige Vlaamse openbare radio BRT leidde en al enige tijd onder de noemer Jazzpanorama concerten op verschillende plaatsen in het land organiseerde. In 1981 werd het festival verkort tot vijf dagen en in 1982 was er helemaal geen jazz in Park Den Brandt. De financiële draagkracht van de openbare omroep was niet meer voldoende om elk jaar een dergelijk groot festival te organiseren. Vanaf 1983 werd Jazz Middelheim een tweejaarlijks gebeuren. Dat bleek een verstandige beslissing, want in 1983 werd Jazz Middelheim herboren als een groots en uitbundig muziekfestival met muziek op twee podia en een heel breed programma, van countryblues tot free jazz.
Met de 27e editie werd Jazz Middelheim weer een jaarlijks festival in 2008. De praktische organisatie van het festival was sinds 2008 in handen van VZW Jazz & Muziek in samenwerking met VRT. VZW Jazz & Muziek organiseerde ook het Gent Jazz Festival. In 2011 vierde Jazz Middelheim zijn dertigste editie en is daarmee een van de oudste festivals in België. Eind 2022 werd de vzw failliet verklaard.
Grote namen op de affiche van recente edities waren onder andere Jean "Toots" Thielemans, John Zorn, Jamie Cullum, Wynton Marsalis, Wayne Shorter en Cassandra Wilson.
Op de 50ste editie van Jazz Middelheim, van 13 - 16 augustus 2021, stonden onder andere John Zorn, Laurie Anderson, Bill Laswell, Samuel Ber, Anouar Brahem, Youn Sun Nah, Michel Portal, Le Ravage d'Ali Baba, Toine Thys. 
In 2022 vond het festival plaats van 12 tot 15 augustus en trok 15.000 bezoekers. Coely, Iggy Pop en Fred Hersch Trio & Desguin String Quartet waren hoofdacts. Er was een eerbetoon aan Toots Thielemans die 100 jaar zou geworden zijn. Eind 2022 werd de VZW Jazz & Muziek failliet verklaard, het aangekondigde festival van 2023 wordt geannuleerd. In maart 2023 werd aangekondigd dat er in 2024 wel een editie komt. De VRT en de stad Antwerpen werken samen aan een doorstart van het jazzfestival.